# Per Ollén
Lars Per Ollén, född 3 december 1845 i Gudby, Sorunda socken, död 2 maj 1904 i Stockholm, var en svensk tidningsredaktör, psalmförfattare och nykterhetsivrare. 
Ollén avbröt 1878 sina nästan färdiga teologistudier vid Uppsala universitet och grundade i stället en missionsbokhandel i Stockholm, vilket han kom att driva 1878–1890. Han grundade den kristna tidningen Svenska Morgonbladet och var dess förste redaktör 1890–1904. Ollén var pacifist och nykterhetsman och sympatiserade med Jakob Ekman och den svenska frikyrklighetens vänsterfalang. Därigenom kom han särskilt i försvarsfrågan i konflikt med Paul Petter Waldenström, en av Svenska Morgonbladets flitigare skribenter. Ollén stödde även en utvidgning av rösträtten, något han ansåg skulle främja nykterheten. Han innehade flera förtroendeuppdrag och var bland annat styrelseledamot i Svenska missionsförbundet från dess grundande 1878.
Han var även ordförande i Sveriges blåbandsförening åren 1889–1900.
Han var far till de folkpartistiska politikerna och tidningsmännen Natanael Petrus Ollén, Jonatan Ollén, David Ollén och Johannes Ollén, farfar till Gunnar Ollén och farfars far till Joakim Ollén.

## Psalmer
- O, hur saligt att få vandra tillsammans med Joël Blomqvist översatt från engelska  Shall we gather at the River av Robert Lowry